# Myristica gillespieana
Myristica gillespieana là một loài thực vật thuộc họ Myristicaceae. Đây là loài đặc hữu của Fiji.